# 亞茲德省
亞茲德省（波斯語：یزد）是伊朗三十一個省份之一。面积129,285平方公里，在伊朗所有省份中位列第七。根据1996年的人口普查结果，亚兹德省人口为750,769，其中75.1％为城镇居民，24.9％居住在农村地区。2010年时估计亚兹德省总人口为1,041,035。亚兹德是全省的经济和行政中心，因此也是省内人口最多的城市。

## 地理位置
亞茲德省位於伊朗中部；北面與塞姆南省和拉扎維呼羅珊省為鄰，東面南呼羅珊省交界，西面與法爾斯省和伊斯法罕省接壤，南面連接克爾曼省。

## 人口
亚兹德省人口主要由波斯人构成，其中大多数是什叶派穆斯林。也有较小的拜火教教徒聚居区。“亚兹德”约在公元前三千年左右首次出现在历史文献当中，当时被称为伊萨蒂斯（Ysatis）。

## 行政劃分
亞茲德省下設10县；其波斯語名稱、英語譯名及漢語譯名分別如下：
| 波斯語         | 英語譯音       | 漢語譯音   |
| -------------- | -------------- | ---------- |
| شهرستان ابرکوه | Abarkuh County | 阿巴库县   |
| شهرستان اردکان | Ardekan County | 阿尔达坎县 |
| شهرستان بافق   | Bafq County    | 巴夫格县   |
| شهرستان تفت    | Taft County    | 塔夫脱县   |
| شهرستان خات    | Khatam County  | 哈塔姆县   |
| شهرستان صدوق   | Sadugh County  | 萨杜夫县   |
| شهرستان طبس    | Tabas County   | 塔巴斯县   |
| شهرستان مهری   | Mehriz County  | 梅雷兹县   |
| شهرستان میبد   | Meybod County  | 梅巴德县   |
| شهرستان یزد    | Yazd County    | 亚兹德县   |